# ناحیه ووشینگ
ناحیه ووشینگ (به لاتین: Wuxing District) یک منطقهٔ مسکونی در چین است که در هوجا واقع شده‌است.